# Kimmel Center for the Performing Arts
Pour les articles homonymes, voir Kimmel (homonymie).

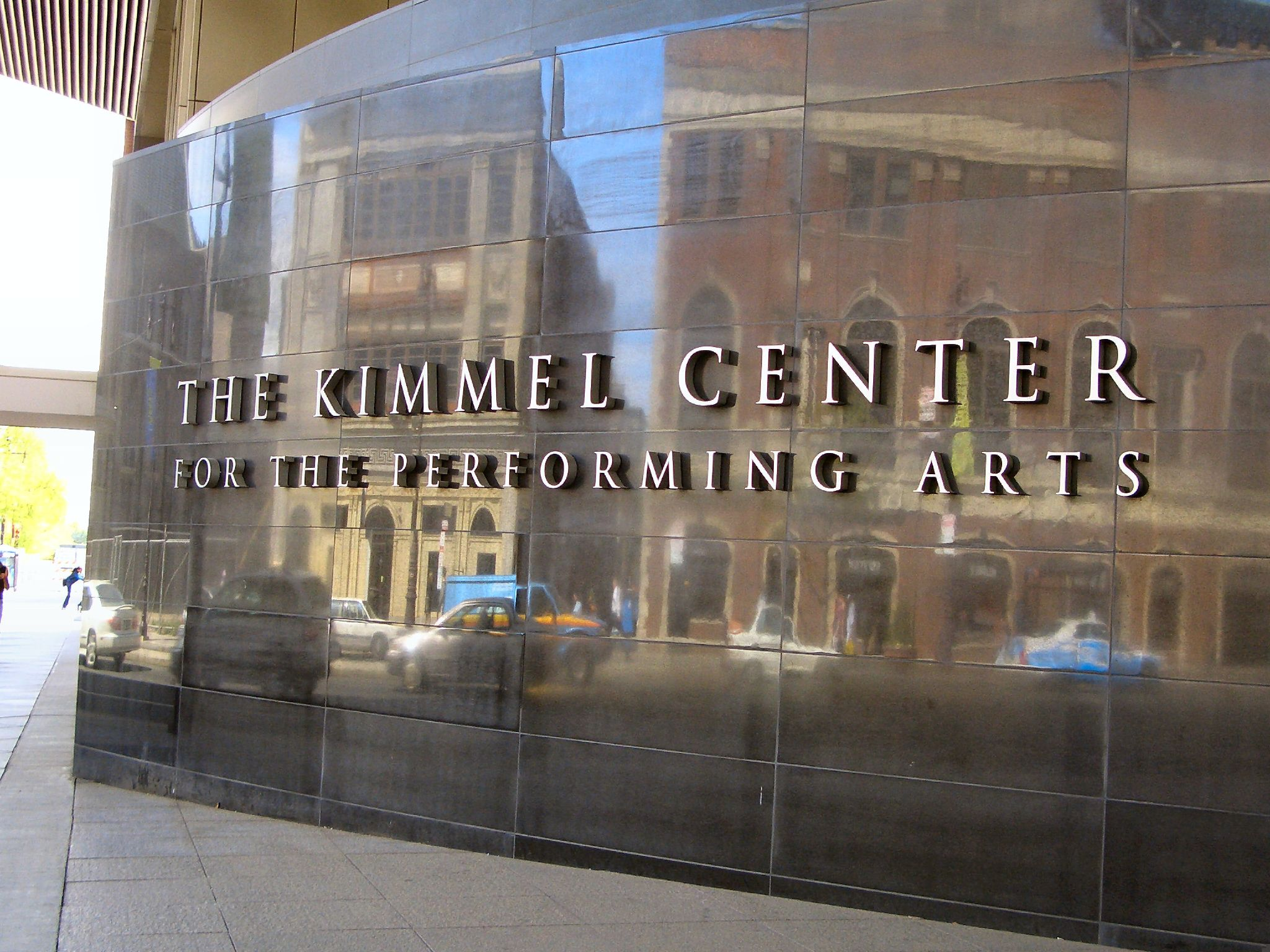
Le Kimmel Center

Le Kimmel Center for the Performing Arts est un grand complexe dédié au spectacles vivants sur Broad Street, à Philadelphie. Il est la propriété de Kimmel Center, Inc., une organisation qui s'occupe aussi de l'Academy of Music à Philadelphie.  Le centre a été baptisé en l'honneur du philanthrope Sidney Kimmel. Le bâtiment a été dessiné par l'architecte Rafael Viñoly. Le centre ouvrit ses portes le 16 décembre 2001. Il accueille l'orchestre de Philadelphie qui est considéré comme l'un des meilleurs du monde.